# Heliconius estebana
Heliconius estebana är en fjärilsart som beskrevs av William James Kaye 1913. Heliconius estebana ingår i släktet Heliconius och familjen praktfjärilar. Inga underarter finns listade i Catalogue of Life.